# 精確主義

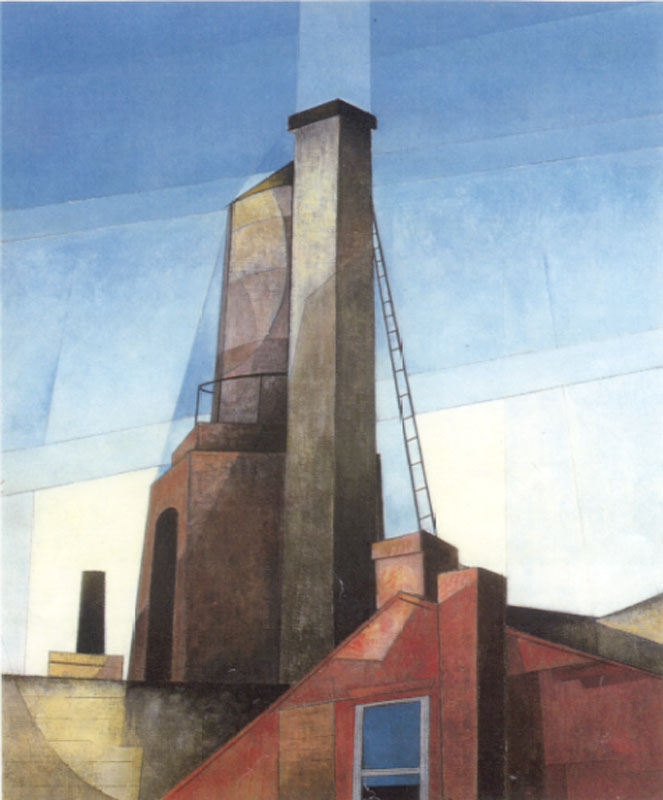
《奧卡辛與尼克萊特》（Aucassin and Nicolette），查理斯·德穆斯，板面油畫，1921年，哥倫布藝術博物館

精確主義（Precisionism）是美國本土的第一場現代藝術運動，緊隨其後的就是現代主義在美國的興起。精確主義藝術首次出現於第一次世界大戰期間，在1920年代和30年代早期達到高峰，題材主要是新興的美國大廈、橋樑和工廠等建築物，其風格也被稱作“立體現實主義”（Cubist-Realism）。
“Precisionism”這個詞本身出現在1920年代中期，提出者可能是現代藝術博物館的主管阿爾弗雷德·H·巴爾（Alfred H. Barr）。當時精確主義作品也常以“Immaculates”（無暇）一詞來描述。
代表艺术家包括：George Ault, Ralston Crawford, Francis Criss, Stuart Davis, Charles Demuth, Preston Dickinson, Elsie Driggs, Louis Lozowick, Gerald Murphy, Charles Sheeler, Niles Spencer, Morton Schamberg, Joseph Stella。